# Piętnastak Live
Piętnastak Live – album koncertowy grupy muzycznej Slums Attack. Album został nagrany z okazji 15-lecia SLU. Wydawnictwo ukazało się 20 października 2008 roku nakładem wytwórni muzycznej Fonografika. Nagrania ukazały się na płycie CD oraz w formacie DVD.
Nagrania dotarły do 46. miejsca listy OLiS.

## Lista utworów
Opracowano na podstawie materiału źródłowego.
1. „Intro / Szacunek ludzi ulicy” – 6:10
2. „Wstecz (Staszica story 3)” – 2:48
3. „Temat za tematem” – 4:16
4. „SLU 3 litery” – 4:42
5. „Duchowo mocny” – 3:26
6. „Kolejny stracony dzień” – 3:13
7. „Randori” – 2:15
8. „Kurewskie życie” – 4:57
9. „Reprezentuje biedę” – 4:54
10. „PRL (Peja rap i ludzie)” – 2:49
11. „Ulice tego słuchają” (gościnnie: PTP) – 5:47
12. „Być nie mieć” – 2:23
13. „Mój rap moja rzeczywistość” – 2:41
14. „Co Cie boli ?!” – 4:05
15. „My i Wy” (gościnnie: Tewu) – 4:35
16. „Czas przemija” – 2:04
17. „Jest jedna rzecz” – 4:02
18. „Stoprocent” (gościnnie: Stopro Banda) – 5:11
19. „Piętnastak” – 4:34
20. „Zawsze będzie takie granie” – 0:53

| DVD |
| --- |
| 1. „Intro/Szacunek ludzi ulicy” 2. „Temat za tematem” 3. „Jump” 4. „Wstecz (Staszica story 3)” 5. „Freestyle” 6. „Potrzebuję go” 7. „Sex, Drugz & Rap” 8. „SLU 3 litery” 9. „Kolejny stracony dzień” 10. „No i co” 11. „Tak się bawi SLU” 12. „997” 13. „Zawsze będzie takie granie” 14. „Randori” 15. „Kurewskie życie” 16. „Duchowo mocny” 17. „Być nie mieć” 18. „Ulice tego słuchają” (gościnnie: PTP) 19. „Żyję tym co mam” 20. „I nie zmienia się nic...” 21. „PRL” 22. „Czas przemija” 23. „Freestyle 2” 24. „Co Cię boli?!” 25. „Mój rap, moja rzeczywistość” 26. „Reprezentuję biedę” 27. „Bronx” 28. „Dotknij gdzie chcesz” 29. „Uliczna sława” 30. „Człowiek się boi (Freestyle)” 31. „My i Wy” (gościnnie: Tewu) 32. „Dzifka” (gościnnie: Gandzior) 33. „Jeden taki dzień” 34. „Sto procent” (gościnnie: Gural, Kaczor, Pih, Sobota) 35. „Piętnastak” 36. „Jest jedna rzecz" |